# Verónica Villarroel
Verónica Villarroel (Santiago de Xile, 2 d'octubre, 1962), és una soprano xilena.
El seu pare, Gueraldo Villarroel, era venedor en una ferreteria quan es casà amb Luisa Gonzalez, la música formà part del nuviatge, però la parella mai escoltà òpera.
Quan Verónica sortí del col·legi tenia notes modestes i cap idea envers el seu futur. Entrà a estudiar publicitat en un institut; els seus companys pertanyien a famílies acomodades. El seu pare va patir un atac de cor i restà invàlid per alguns mesos sense poder seguir treballant. Va haver de deixar els estudis per treballar venent productes de neteja.
Verónica es va assabentar que necessitaven gent al Teatre Cariola. Verónica destacà ràpidament i en poc temps l'invitaren a la televisió. Encara guanyava pocs diners aleshores.
En el Teatre Municipal l'oferiren més tard un petit paper en La Bohème al costat de Renata Scotto, que aleshores era una de les dives del moment. L'endemà del seu debut, Renata Scotto demanà una audició amb Verónica. Ella recorda que cantà amb el cabell en el rostre i mirant a terra tota l'estona. Scotto se l'emporta immediatament a Nova York.
El seu debut internacional el fa, però, al Gran Teatre del Liceu l'any 1990 interpretant I pagliacci.
A Nova York començà a recollir un èxit, darrere un altre. Però ella restava turmentada. La seva veu havia estat prenent les decisions per ella, allunyant-la cada vegada més de la seva família. Al mig de les freqüents crisis, Verónica feu coses que una cantant d'òpera mai hauria de fer. Bevia moltíssim, feia festes cada dia, tenia relacions emocionals horroroses, diu Verónica.
Quan fou honorada amb la missió d'obrir la temporada d'òpera en el Washington Center, estava tan deprimida que pensà a abandonar la seva carrera per sempre. Però el seu vell amic Plácido Domingo la va convèncer perquè desistís del seu propòsit. La confiança que Domingo diposità en ella no era gratuïta: al llarg de la seva carrera han cantat junts moltes vegades.
El somni de tota cantant d'òpera, cantar al Royal Opera House, el complí Verónica el dia que fou invitada per fer, el paper principal de Leonora a Il trovatore de Verdi.
Al Japó Verónica es feu famosa pel seu rol estel·lar a Madama Butterfly, malgrat que en un principi els japonesos no estaven d'acord que interpretés aquest paper. Avui és un dels més aclamats. Quan Verónica encarna la geisha sobre l'escenari el públic es posa dret.

## Premis i distincions
Doctor Honoris Causa – Universitat del Pacífic, Ordre al Mèrit Docent i Cultural Gabriela Mistral (Grau Gran Oficial), Premi “Plácido Domingo”, Gavina de Plata, Torxa de Plata i Or (Vinya del Mar), Visita Il·lustre de Providència i Angol, Premi a la Música Nacional – “President de la República” – Xile, Concurs Pavarotti (guanyadora), Concurs Metropolitan Opera House (guanyadora), premi “Plácido Domingo” – Millor artista líric d'Amèrica Llatina, Bicentennial Art Critics Circle Award.